# Victoria Camps
Victoria Camps Cervera (Barcelona, 28 de febrero  de  1941) es una filósofa española, catedrática emérita de la Universidad de Barcelona. Ha sido senadora en las Cortes Generales por la provincia de Barcelona y es consejera permanente del Consejo de Estado, además de presidenta de la Sección Séptima.

## Biografía
Cursó el bachillerato en el colegio del Sagrado Corazón de Barcelona y en 1964, se licenció en Filosofía y Letras por la Universidad de Barcelona, universidad a la que quedó vinculada como profesora ayudante, desde 1964 hasta 1967 cuando viajó a Baltimore donde dio clases de lengua española. En el 1971 se incorpora como profesora ayudante en la Universidad Autónoma de Barcelona. Y en 1975 se doctoró, en esta misma universidad, con la tesis "La dimensión pragmática del lenguaje" bajo el magisterio de entre otros filósofos y pensadores, José Luis López Aranguren y José Ferrater Mora. En 1979 consigue el puesto de profesora adjunta por oposición en la UAB. Ha ocupado el puesto de presidenta (1990-1993), profesora emérita y catedrática de ética de la Universidad Autónoma de Barcelona (1986). En 2001 vuelve a EE. UU., esta vez visita el Hastings Center (Garrison, Nueva York) y la Universidad de Chicago donde investiga sobre bioética.
Además de haber sido miembro del primer Comité de Bioética de España, ha participado en los comités éticos del Hospital del Mar (1993-1996), del Hospital Universitario Valle de Hebrón y de la Fundación Esteve de Barcelona. En la actualidad es miembro de la Fundación Víctor Grifols i Lucas y miembro del Consejo de Redacción de las revistas Isegoría (del Instituto de Filosofía del Consejo Superior de Investigaciones Científicas). Ha dirigido la colección de filosofía de la editorial Crítica. También ha sido miembro del consejo de redacción de las revistas Segovia, Letra Internacional y Leviatán. También fue miembro del Foro Babel, iniciativa cívica de defensa del bilingüismo en Cataluña frente a la política lingüística monolingüista del gobierno de Jordi Pujol.

### Trayectoria política
Fue senadora por el Partido de los Socialistas de Cataluña entre 1993 y 1996, participando en la candidatura como independiente. Durante ese tiempo presidió la Comisión de Estudio de contenidos televisivos del Senado. En las elecciones municipales de 2015 cerró la lista por el Partit Socialista de Catalunya en el municipio de San Cugat del Vallés. Y también cerró la lista del PSC en las elecciones autonómicas de 2017 en Cataluña por la provincia de Barcelona. 
En septiembre de 2012 fue una de las firmantes del Llamamiento a la Cataluña Federalista y de Izquierdas ante la convocatoria de elecciones autonómicas anticipadas. El documento dio paso a la creación en 2013 de la Asociación Federalistas de Izquierdas (Federalistes d'Esquerres), una asociación creada para defender la idea de que el estado español necesita una renovación en su forma de estado y pasar del estado de las autonomías a un estado federal, frente a la corriente independentista, de la que Camps fue Vicepresidenta. En 2016 fue nombrada Vocal de Honor de Federalistes d'Esquerres.
En 2017, en plena crisis de imagen de Juan Carlos I, fue una de las autoras del libro "Rey de la democracia", en el que afirmaba que este rey y la monarquía eran una institución eficaz para la democracia española.
Por Real Decreto de 5 de octubre de 2018 fue nombrada consejera permanente de Estado y presidenta de su Sección Séptima, tomando posesión el 31 del mismo mes y año. Cesó, por renuncia, en octubre de 2022, siendo sustituida por María Teresa Fernández de la Vega.

## Premios y reconocimientos
- 1990 Premio Espasa de Ensayo por su libro "Virtudes públicas" en 1990.
- 1999 Premio Josep Maria Lladó
- 1999Premio al Mérito en la Educación concedido por la Junta de Andalucía.[13]
- En 2008 le fue concedido el XXII Premio Internacional Menéndez Pelayo «por su magisterio filosófico y la influencia moral de su pensamiento tanto en España como en América».
- 2012 Premio Nacional de Ensayo por "El gobierno de las emociones"(2011) .
- 2018 Doctora honoris causa por la Universidad de Salamanca
- 2018 honoris causa concedido por la  Universidad de Huelva

## Pensamiento
Se considera heredera de José Luis López Aranguren y José Ferrater Mora y también tiene influencias de John Rawls. En su trabajo ha destacado por la defensa del papel de la mujer en la vida política, denunciando su exclusión de la misma; la convicción en el Estado del bienestar como un valor a defender frente a la concepción liberal que pretende reducir el Estado al mínimo; una activa defensora de la democracia participativa y de una ética que contribuya a la formación de la ciudadanía. 

#### Medios de comunicación
En su trabajo en la Comisión de Estudio del Senado sobre los contenidos televisivos defendió la televisión pública como «un escenario de imparcialidad, sin ser los portavoces del gobierno de turno, que es lo que en la realidad tienden a ser». Sobre los medios de comunicación privados ha abogado por una mayor transparencia respecto a su titularidad y a los poderes económicos que los sustentan. Y ha pertenecido al Comité Audiovisual de Cataluña (2002-2008) de la cual fue nombrada vicepresidenta en 2004. Hasta 2001 fue la presidenta de la Fundación Alternativas de la cual sigue siendo miembro de su patronato. Y es presidenta de la fundación Victor Grifolls i Lucas, fundación relacionada con la bioética. Ha sido también presidenta del Comité de Bioética de España.

## Temas de investigación
Victoria Camps inició sus investigaciones en la filosofía analítica y desde aquí investigó la filosofía de la religión y más tarde el análisis del lenguaje moral. En una segunda etapa se centró en el estudio de la ética. A partir de estos dos pilares ha ido desarrollando y trabajando en diferentes campos de la teoría política. Con el objetivo de dar soluciones concretas a los problemas concretos de la sociedad. Pues para Camps el problema de la filosofía es que normalmente las preguntas y sus respuestas son demasiado amplias y ambiguas. Los temas en los cuales ha centrado su investigación han sido:
- La defensa del papel de la mujer en la sociedad, tanto en el ámbito privado como el público.
- La defensa del estado del bienestar.
- La democracia participativa.
- La ética como instrumento para la formación de la ciudadanía.
- La filosofía de la religión.
- El análisis del lenguaje moral.
- La bioética.
- También ha participado en proyectos y grupos de recerca “La religión en el espacio público democrático. Formas de laicidad.”

En una última etapa Victoria Camps se ha centrado mucho más en los sentimientos como factor importante en la toma de decisiones del ser humano, intentado quitar la visión de la persona como un simple ser racional que no tiene en cuenta los sentimientos. Introduce la visión del ser, no tan solo como un ser racional sino también como un ser emocional.

## Aportaciones a la teoría política

### Feminismo
En la obra “El siglo de las mujeres”(1998) Camps intenta explicar como para ella el siglo que ahora empieza, el siglo XXI ha de ser el siglo perteneciente a las mujeres porque estas cumplan con todos los objetivos del feminismo para la igualdad de género. En este caso compara el feminismo con el esclavismo ya que este movimiento cuando cumplió todos sus objetivos desapareció, para Camps el feminismo ha de hacer lo mismo y además ha de ser este siglo XXI. 
Camps defiende que el feminismo no ha de perseguir un modelo de igualdad ni uno de diferencia. Explica como perseguir el modelo de igualdad puede acabar ocasionando una repetición de lo masculino simplemente sin ir más allá lo cual no le interesa a la mujer. Pero tampoco ha de seguir el modelo de la diferencia pues también ha de querer perseguir esa igualdad de derechos entre ambos sexos. Para Camps el camino que ha de seguir el feminismo ha de ser uno mucho más creativo y diferente a los modelos actuales. 
Los objetivos que ha de perseguir el feminismo han de ser:
- La educación: pues este ha de ser el instrumento básico para cambiar la mentalidad de una sociedad patriarcal.
- El trabajo: pues este está virando hacia una concepción mucho más femenina donde la mayor integración y la flexibilidad del ámbito tanto público como privado.
- La política: porque ha de dejar de ser una rareza la presencia de mujeres en altos cargos políticos y también en cargos de alta responsabilidad en el ámbito público. La mujer ha de acabar con el techo de cristal que a día de hoy aún es real en nuestras sociedades.
- Los valores éticos: introduce Camps la existencia de una ética del cuidado, una ética femenina bien diferenciada de otra masculina. Una ética que frente a los problemas tiene formas más flexibles de actuar y formas mucho más concretas de actuar en cada situación para poder solucionar los problemas. Introduce esta ética como el elemento destinado a contrarrestar los valores económicos y consumistas del estado liberal y capitalista.
- Violencia de género: para Camps todas las formas de violencia que a día de hoy tiene la sociedad contra las mujeres han de ser erradicadas para conseguir una igualdad real entre los dos sexos.
- También tiene que haber una igualdad real en el ámbito privado entre el hombre y la mujer, una igualdad que a día de hoy se le da poca importancia y es un hecho muy real.

### Educación
Victoria Camps en la obra “Los valores de la educación” (1994) divide la educación en dos partes, la educación antigua y la moderna. Cuando se refiere a la antigua nos la presenta como un instrumento para conducir y dirigir a los futuros ciudadanos. Es un ejercicio que reprime y coacciona. Y por lo tanto la filósofa se cuestiona si verdaderamente estos ciudadanos nacidos de esta educación son verdaderamente libres. 
Para Camps la nueva educación moderna bajo el lema “Educar para la libertad” ha cambiado las formas de actuar. Esta educación tiene en cuenta las diferencias de cada uno, las sensibilidades e inclinaciones personales de cada ciudadano. Y no tiene en su método los castigos o disciplinas. No busca la sumisión del niño sino la comprensión. 
Sin embargo el paso de una a otra nos ha hecho pensar que los valores, el cómo hay que vivir, las buenas maneras se darían o se aprenderían porque si, y esto no es así según la autora. Hasta para ser libres tenemos que aprender y ser educados. 
También introduce el hecho de la televisión como factor importantísimo en la socialización del ser humano. Pues como muy bien indica la autora el niño se pasa más horas frente a una televisión que en un aula. Por lo tanto explica la importancia de este instrumento en a educación del ciudadanos a través de los valores que esta transmite y la responsabilidad de la gente que sale en la tele y las grandes televisiones. 
Para Camps la educación nos ha de formar en los valores democráticos.

### Bioética
La bioética según la RAE es el “estudio de los problemas éticos originados por la investigación bilógica y sus aplicaciones, como en la ingeniería genética o la clonación. 
En “Una vida de calidad: reflexiones sobre bioética”(2002) Camps se pregunta por el desarrollo tecnológico sin renunciar a la visión del ser humano como un ser con dignidad y sin precio, y como esto hace surgir diferentes debates. 
En este ámbito y aprovechando las fricciones entre ley y moral nos explica la importancia de ambas. Y como la ley necesita, para ser aplicada, de la moral. Y como la moral para ser mantenida, necesita a la ley. 
También explica lo que es para la autora la bioética. Y es un proceso de autorregulación donde el hombre vera justo ciertas cosas en momentos justos y que por lo tanto con el paso del tiempo esto justo se puede convertir en injusto y al inrevés. Es decir, que en cada momento convendrá ciertas cosas y ese proceso de autorregulación es la bioética. 

### Federalismo
En los últimos años y con la aparición del problema catalán la autora ha decidido tratar en su obra “¿Qué es el federalismo?” (2016) sobre el federalismo como solución al problema catalán. La autora cree que este sistema de organización territorial sería el adecuado para superar el problema de la independencia catalana en España. 
Para ello explica como el federalismo no busca homogeneizar los territorios de la federación sino más bien proteger la diferencia y la autonomía de los diferentes territorios. Para ella el federalismo es la unidad en la diversidad. 
Es importante entender también que de la unión consentida nace la confianza entre ambos sujetos políticos por lo tanto en la palabra federar también podemos encontrar la palabra confianza.
En la obra trata también los diferentes problemas que alejan a España de un sistema de organización federal como por ejemplo sus antiguas formas organizativas en las cuales los reinos antiguos que formaban España funcionaban más bien como imperios. 
Y también trata los problemas que nos han llevado a la situación actual en Cataluña que para ella son en origen la crisis económica y el recorte del Estatut por parte del Tribunal Constitucional.

## Críticas
La autora recibe críticas a su obra “La voluntad de vivir” (2005) por parte de la filósofa Esperanza Guisan que le reprocha la falta de una visión más platónica o miliana en el hecho de atender ayudar a los demás y verlo no tanto como algo debido sino también como algo gratificante y bueno para el que ayuda. Esperanza Guisan también critica la obra de Camps Ética, retórica y política (1983). Donde cree que la autora ha olvidado totalmente un asidero de la razón práctica y como esto tiene un factor corrosivo y desmoralizador en la tarea del filósofo de la moral por la propuesta de la retórica. Esperanza no busca una razón práctica pura no contaminada sino que tiene como objetivo que se recorra ese camino de la materia a la razón que según ella Victoria Camps no ha querido o no podido recorrer. La crítica busca que los sentimientos le usurpen el lugar a la razón práctica.
Marco Vinicio Argulló hace una crítica a Democracia sin ciudadanos (2010) donde se pregunta cuanta politización y que grado de participación pueden adquirir nuestras sociedades antes de empezar a caminar por la senda de la ingobernabilidad y la pérdida de la estabilidad. También se cuestiona que ganaríamos como sociedad con la participación de unos individuos autointeresados y faltos de criterio que no tendrían en cuenta el bien de la polis sino más bien el suyo propio. Y también hace una crítica a la existencia durante décadas de un estado  social e intervencionista bienestarista y como estos no pueden tener ninguna responsabilidad en la voracidad consumista de los ciudadanos y en la formación deficiente de estos como ciudadanos.
Fernando Peregrín Gutiérrez critica la obra Hablemos de Dios (2007) escrita por Camps y Amelia Valcárcel. Su crítica se basa en las preguntas que en esta obra se abordan como ¿Por qué no se debe matar?, ¿por qué hay que hacer justicia?, etc. Para el crítico estas preguntas son absurdas por el hecho de que sus respuestas son realmente una evidencia. Y por lo tanto sus aportaciones y la no ambigüedad, pero sí quizá poca concreción de estas, no aportan soluciones reales a los problemas que tratan.